# Somiedo
Somiedo (Asturian: Somiedu) là một municipality in the Autonomous Community of the Principality of Asturias, Tây Ban Nha.

## Giáo khu
| - Aguino - Clavillas - Corés - El Coto - El Puerto | - Endriga - Gúa - La Riera - Las Morteras - Pigüeña | - Pigüeces - Pola de Somiedo - Valle de Lago - Veigas - Villar de Vildas |